# Чернов, Дмитрий Семёнович
Дмитрий Семёнович Чернов (1 февраля 1924, Сухая Берёзовка, Воронежская губерния — 25 октября 1980, Сухая Берёзовка, Воронежская область) — пулемётчик 842-го стрелкового полка, красноармеец. Герой Советского Союза.

## Биография
Родился 1 февраля 1924 года в селе Сухая Березовка (ныне — Бобровского района Воронежской области). Окончил 4 класса. Рано осиротев, пошёл работать. Сначала был посыльным в сельском совете, затем трудился в колхозе.
В июле 1942 года был призван в Красную Армию. С января 1943 года участвовал в боях на Воронежском фронте. Сражался на Курской дуге. Особо отличился в боях при форсировании Днепра и удержании плацдарма на правом берегу.
27 сентября 1943 года пулемётчик 842-го стрелкового полка рядовой Чернов проявил мужество в боях за днепровский плацдарм северо-западнее села Лютеж. 6 октября, участвуя в отражении 8 контратак противника, своевременно менял огневые позиции, вёл меткий огонь, оказывал огневую помощь соседнему подразделению.
Указом Президиума Верховного Совета СССР 13 ноября 1943 года за образцовое выполнение заданий командования и проявленные мужество и героизм в боях с немецко-вражескими захватчиками красноармейцу Чернову Дмитрию Семеновичу присвоено звание Героя Советского Союза с вручением ордена Ленина и медали «Золотая Звезда».
В дальнейшем воевал на 1-м Украинском фронте. Участвовал в освобождении Украины, Польши. Был тяжело ранен. В январе 1945 года был демобилизован по состоянию здоровья.
Вернулся в родное село и работал в колхозе. В 1948 году вступил в ВКП(б)/КПСС. Скончался 25 октября 1980 года.
Награждён орденом Ленина, медалями.